# Dolores Ruiz de Assín
Dolores Ruiz de Assín Jorda también conocida como Lila Ruiz de Assín (Madrid, 16 de abril de 1964) es una exjugadora de balonmano española que participó en los Juegos Olímpicos de Barcelona 1992.

## Trayectoria
Jugó en la División de Honor de balonmano femenino con el EMT Pegaso y con el Leganés Alcampo.

### Selección
Aún en la lista de las 20 máximas goleadoras con la camiseta de la selección española (329 tantos) debutó el 22 de junio de 1985 en un partido de clasificación para el mundial, en Huelva, ante la selección francesa.
Fue integrante de la mítica selección española que compitió, por primera vez, en los Juegos Olímpicos. Lo hizo en los juegos de Barcelona'92, donde terminó en 7.ª posición junto a Rita Hernández, Monste Puche, Maru Sánchez, Cristina Gómez, entre otras compañeras.
Se retiró de la selección ese mismo año, tras el Campeonato del Mundo B celebrado en Lituania, anotando 5 goles en la victoria ante la selección búlgara, el 5 de diciembre de 1992.

## Palmarés

### Selección española
- Medalla de bronce[8] en los Juegos del Mediterráneo (1987)